# Surfista Solitário
"Surfista Solitário" é uma canção do rapper brasileiro Gabriel o Pensador. Lançada originalmente como single para promover o álbum Sem Crise e posteriormente acrescentada no mesmo, a canção teve a participação de Jorge Ben Jor.

## Antecedentes e composição
Enquanto viajava para Portugal e Indonésia, ele teve a inspiração para a canção, que foi criada para demonstrar o que o surfe representa na vida do cantor, para transmitir "uma essência que [...] vem à tona em cada momento em que me sinto conectado com o meu eu-surfista".
| “ | Precisava viajar pra longe do meu mundinho caótico pra olhar minha vida em paz, enxergar melhor as coisas, pra ficar perto de mim. E respirar. Quem pega onda sabe o poder que o surf tem de nos trazer equilíbrio, exercitando virtudes como a perseverança, a humildade, a coragem e a paciência. | ” |

Gabriel revelou que um de seus amigos que também surfa foi quem indicou a música "Solitário Surfista", de Jorge Ben. Inicialmente, a ideia era usar a música como um sample, porém o cantor decidiu regravar a música, pois queria usar mais do que só o refrão; e para isso convidou seu autor original.

## Videoclipe
O videoclipe de "Surfista Solitário" foi gravado nas praias do Recreio e Prainha, no Rio de Janeiro e nas ilhas de Sumatra e Mentawai, na Indonésia, contando com as participações do skatista Luís Roberto "Formiga", do surfista Gabriel Medina, do lutador Rickson Gracie, entre outros. Com direção e produção de Michael Sonkin, o clipe foi lançado originalmente em 27 de setembro de 2012, no Royal Club, em São Paulo, sendo disponibilizado em seu canal no Youtube, em 5 de outubro de 2012.

### Sinopse
O clipe se passa em diversas partes. Numa delas, Gabriel o Pensador entra em um carro, começa a dirigir e ao chegar perto da praia se encontra com Jorge Ben Jor, que entra no carro, e eles partem em direção a praia, enquanto cantam. Na cena paralela, ele se prepara para entrar no mar, faz o sinal da cruz, e começa a surfar. Em outra cena paralela, eles observam uma linda mulher caminhando na areia, que se senta na beira do mar e caminha tanto na direção quanto paralelamente ao mar; posteriormente, Gabriel se junta a ela. Durante o videoclipe também são intercaladas cenas de diversas pessoas na praia, tanto na areia quanto surfando.

## Desempenho nas paradas
| Paradas (2012)             | Melhor posição |
| -------------------------- | -------------- |
| Brasil (Billboard Hot 100) | 17             |